# Museo militare d'Istanbul

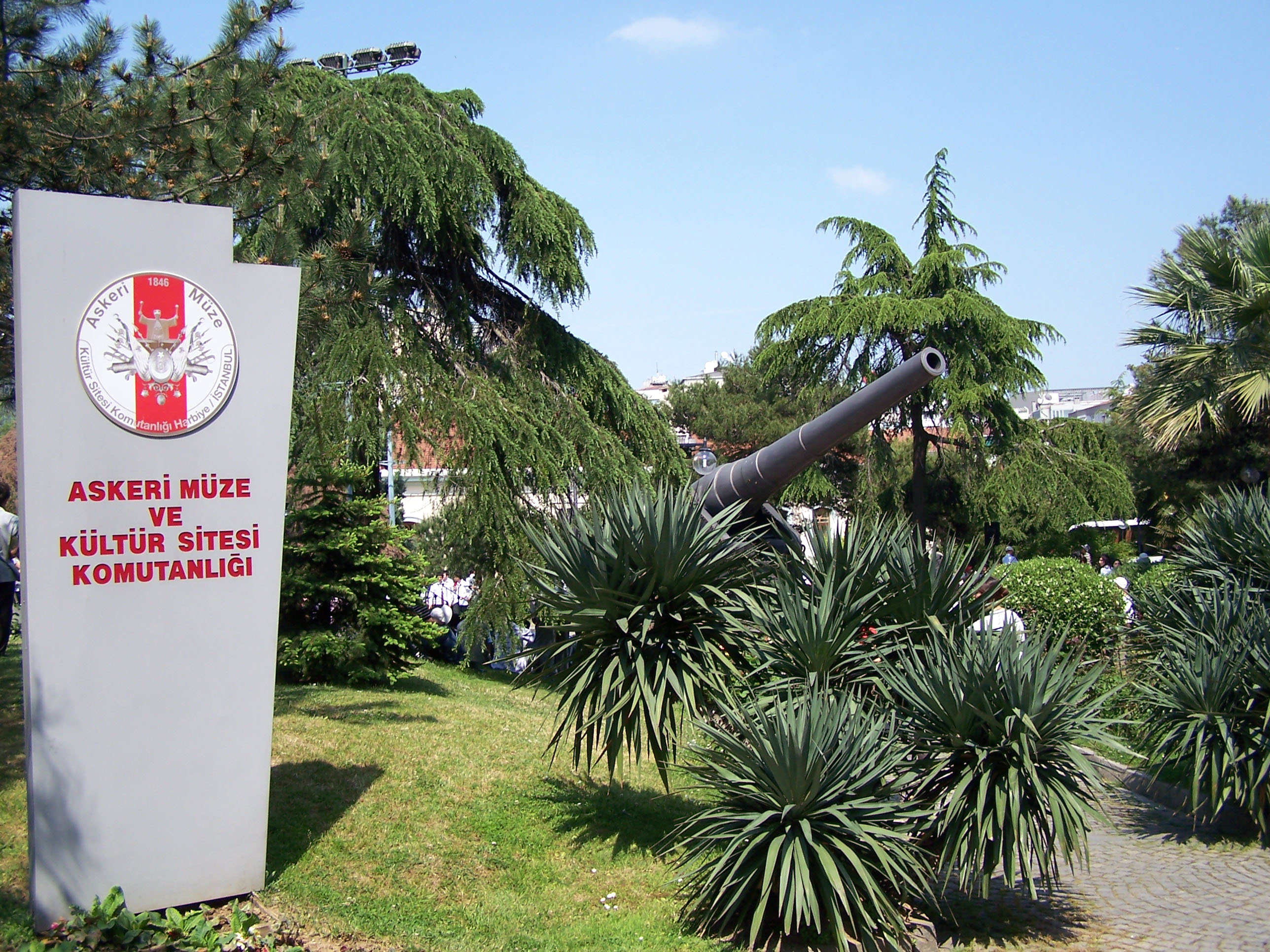
Museo militare.

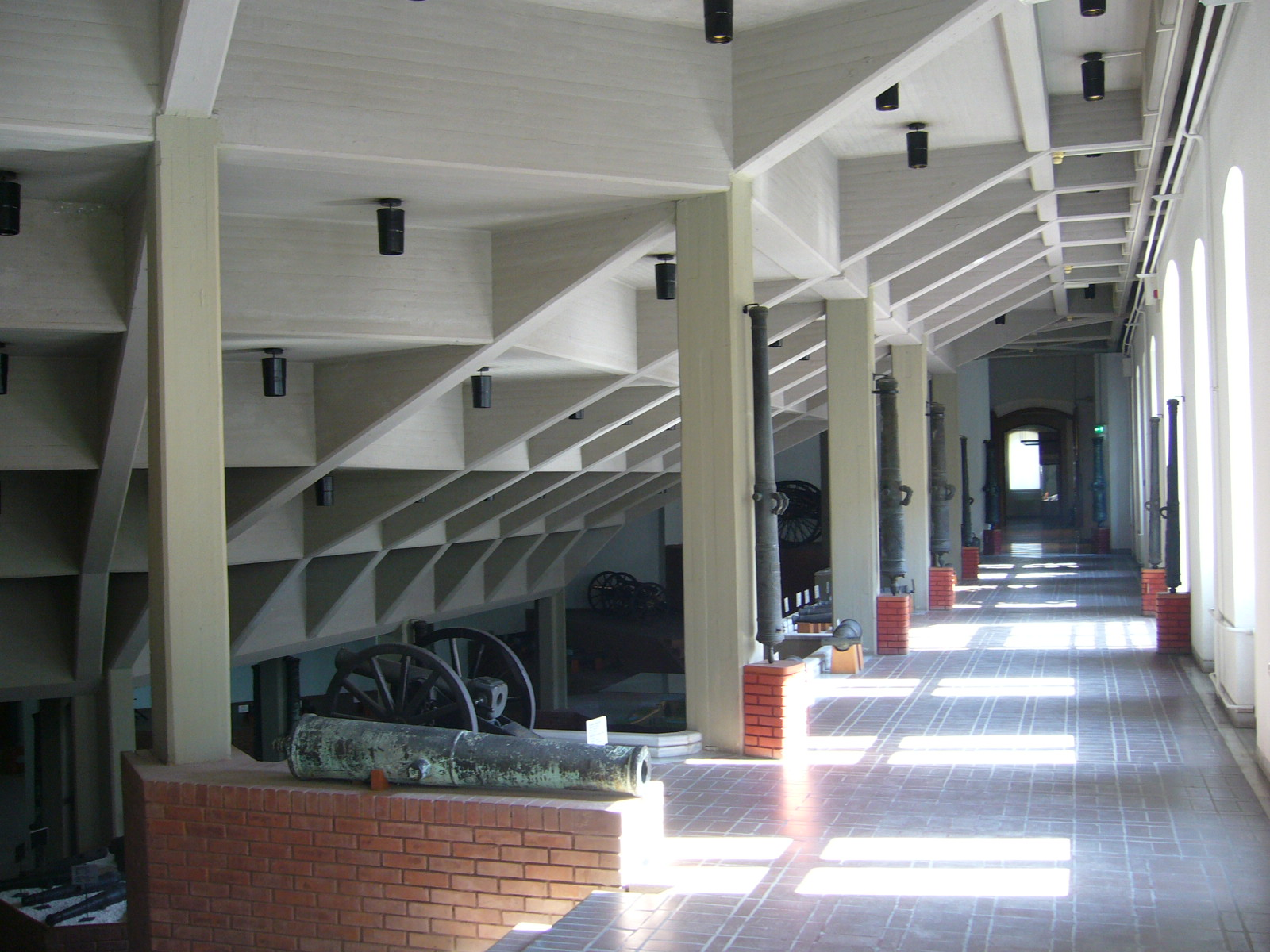
Esposizione di cannoni nel sottotetto.

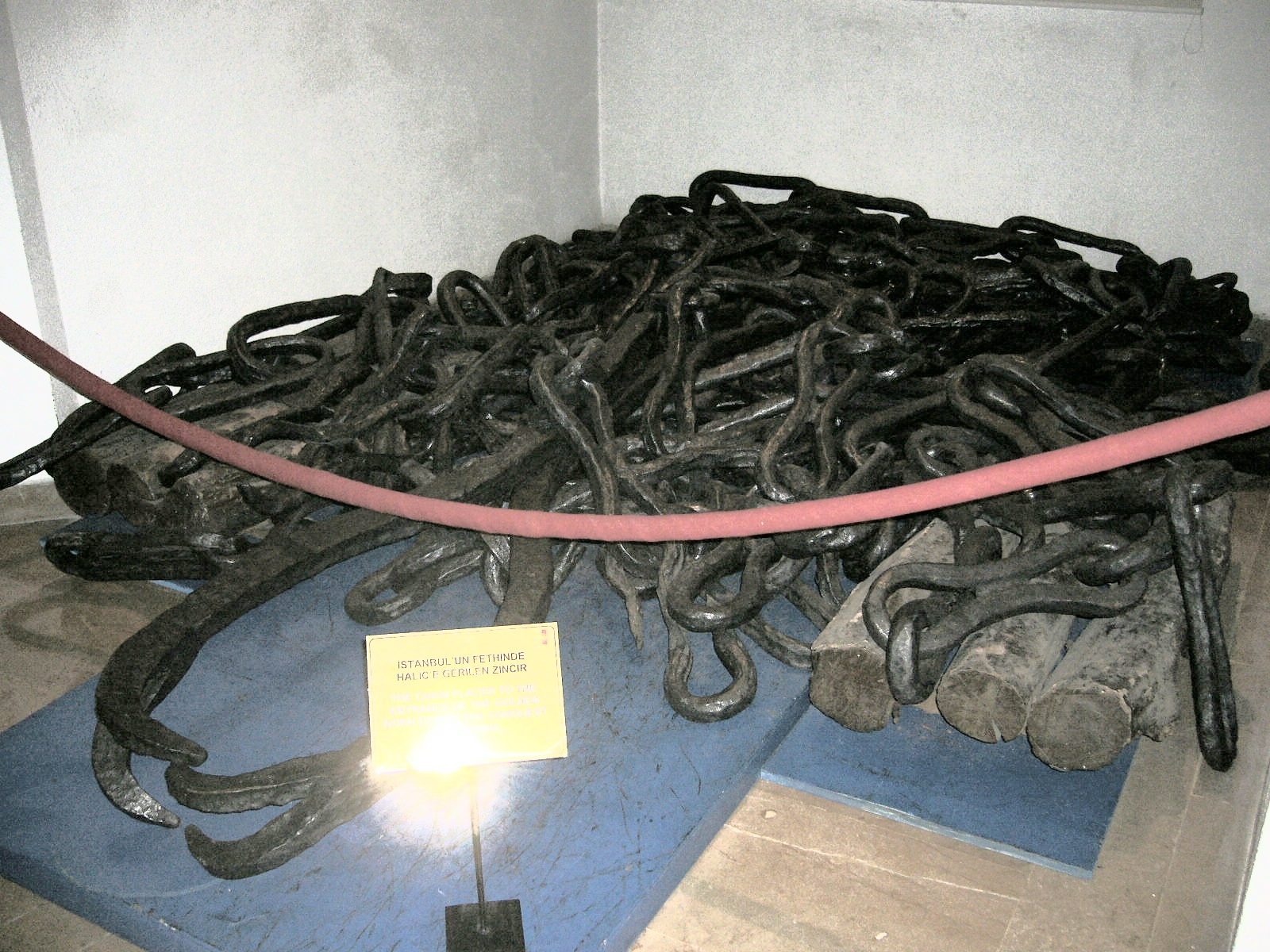
La catena che i bizantini tesero all'imboccatura del Corno d'oro per tenere a distanza la marina da guerra di Mehmed II nel 1453 durante l'assedio di Costantinopoli.

Il Museo militare d'Istanbul (in turco Askerî Müze) è dedicato a mille anni di storia militare turca. È uno dei musei più importanti del suo genere al mondo.

## Ubicazione
Il museo è situato nella mahalle (quartiere) di Harbiye, nel distretto di Şişli, al n. 2 di Vali Konağı Caddesi, una traversa di Cumhuriyet Caddesi. Si trova più o meno a metà strada fra piazza Taksim e la fermata Osman Bey della linea M2 della Metropolitana di Istanbul.

## Storia
Dopo la conquista di Costantinopoli nel 1453, gli ottomani utilizzarono la chiesa di Santa Irene, nelle immediate vicinanze del Palazzo di Topkapı, come armeria (Cebehane). Nel 1726 l'armeria venne riorganizzata e chiamata 'Dar-ül Esliha', piazza d'armi. Il museo venne fondato nel 1846 dal maresciallo d'artiglieria Ahmet Fethi Pascià, utilizzando sempre la chiesa di Sant'Irene; lo spazio fra i due narteci venne chiuso e arredato con vetrine, dove vennero esposte in parte collezione di armi e strumenti antichi e in parte reperti archeologici. Poco tempo dopo, l'esposizione venne chiamata "Museo imperiale" (Müzeyi Hümayun). A causa dell'accrescimento continuo dei pezzi in esposizione, il museo venne trasferito nel poco lontano 'Çinili Köşk', ("palazzo di maioliche"). Il museo venne ulteriormente ingrandito dal lascito di Ahmet Muhtar Pascià, il quale donò al museo la sua collezione di editti e corrispondenza ufficiale. Nel 1940 il museo sospese le sue attività a causa della seconda guerra mondiale. Alla fine della guerra le collezioni le quali sino a quel momento erano state esposte nell'Armeria di Maçka furono spostate nel Ginnasio della Scuola Militare di Harbiye, e nel 1957 il museo fu riorganizzato dal generale Ahmet Hulki Saral. Dal momento che anche questi spazi si rivelarono insufficienti, venne deciso di utilizzare l'edificio del quartier generale della Prima Armata ad Harbiye, non lontano da Piazza Taksim a Istanbul. Questo edificio, oggetto di restauri iniziati nel 1966, è stato aperto alle visite il 10 Febbraio 1993. Il palazzo, il quale si trova nel quartiere di Harbiye (una derivazione ottomana dalla parola araba harb che significa guerra) era il sito dell'accademia militare imperiale ottomana, la "West Point" o la "Sandhurst" dell'impero, ed è ancora un'importante installazione militare.

## Esposizione
Una bella collezione di armi storiche, uniformi e strumenti di vari periodi dell'esercito è in mostra. I punti salienti sono le magnifiche tende e le insegne usate in guerra. All'esterno del museo sono esposti interessanti cannoni e mortai ottomani, un cannone ferroviario, aerei, elicotteri.
Il museo militare e il centro culturale sono stati rinnovati e riaperti nell'attuale edificio nel 1993 con un concetto espositivo di grande successo e contemporaneo. Oggi in 22 sale sono esposti circa novemila pezzi dall'epoca ottomana fino alla prima guerra mondiale, su una collezione totale di cinquantamila oggetti. Contiene straordinari tesori storici come la catena che i bizantini stesero attraverso la bocca del Corno d'oro per tenere fuori la marina del Sultano nel 1453 durante l'assedio di Costantinopoli. L'ala est del museo è utilizzata per mostre temporanee, incontri e attività simili.
Al piano terra, l'esposizione di archi e frecce nella prima sala è seguita da sezioni contenenti le armi e le altre insegne della cavalleria, pugnali ricurvi e lancette trasportate da fanti nel XV secolo, armature di rame del XVII secolo per cavalli e Scudi ottomani portati dai giannizzeri e sezioni dedicate a Selim I, Mehmet il Conquistatore, la conquista di Costantinopoli, le armi del primo periodo islamico, e dei periodi iraniani, caucasici, europei e turchi. Questo piano ospita anche una collezione unica di elmetti e armature, nonché sezioni dedicate alle armi da fuoco e alle grandi tende da campo utilizzate dai sultani nelle loro campagne.
Al piano superiore ci sono sale in cui sono esposti oggetti della prima guerra mondiale, della battaglia di Gallipoli e della guerra d'indipendenza turca e uniformi di epoche più recenti. C'è anche una sala dedicata ad Atatürk, il più eminente fra i turchi, che studiò qui in questo edificio quando era un'accademia militare tra il 1899 e il 1905. La banda dei Giannizzeri (in turco: "Mehter Takımı"), la più antica banda militare del mondo, ogni pomeriggio organizza un concerto di marce militari tradizionali in uniforme ottomana antica.

### IMehter
Gli ottomani furono i primi a usare musicisti nelle campagne militari e a integrare la musica nella vita e nel lavoro dell'esercito. Dopo che una città era stata conquistata, i Mehter precedevano il comandante ottomano vincitore in una processione attraverso la città, suonando marce a bassa cadenza in tonalità esotiche minori. Il frastuono dei timpani, inventati dai Mehter, il lamento degli oboi e lo scontro dei piatti (un'altra invenzione turca) aveva lo scopo di glorificare la conquista e impressionare la popolazione che da ora veniva a far parte di una civiltà completamente diversa.

## Galleria d'immagini

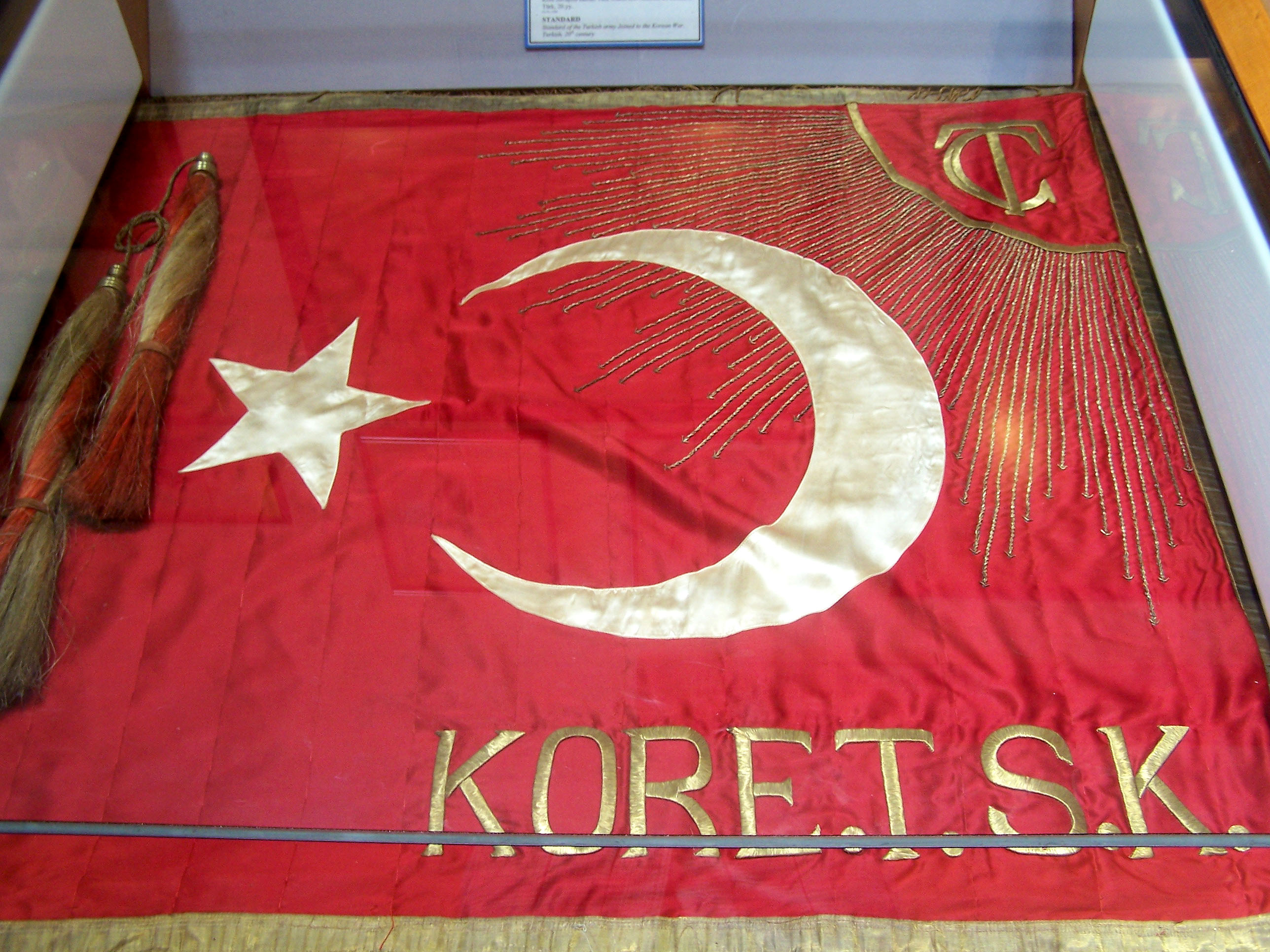
Stendardo delle forze armate turche nella guerra di Corea.
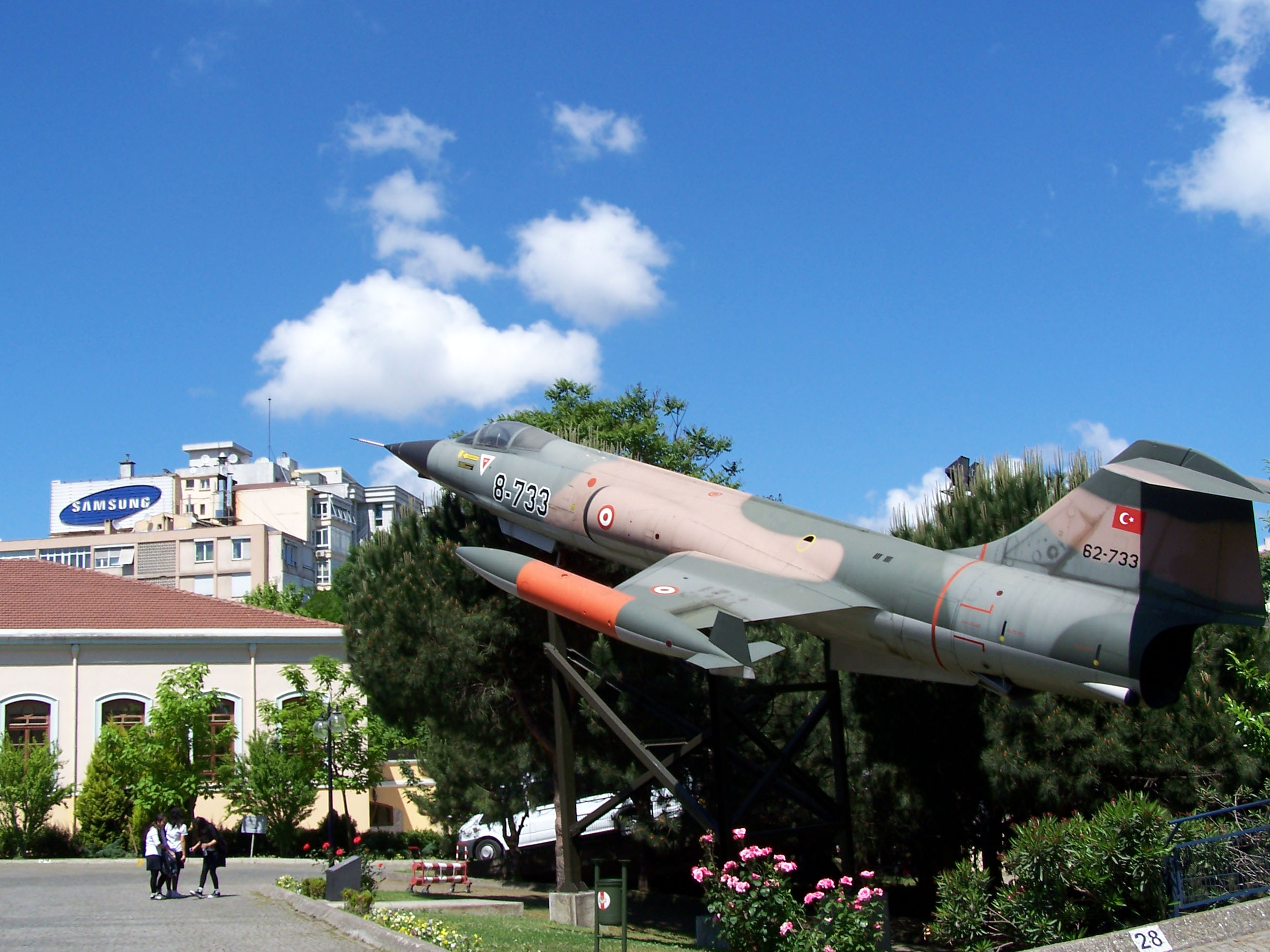
F-104 Starfighter
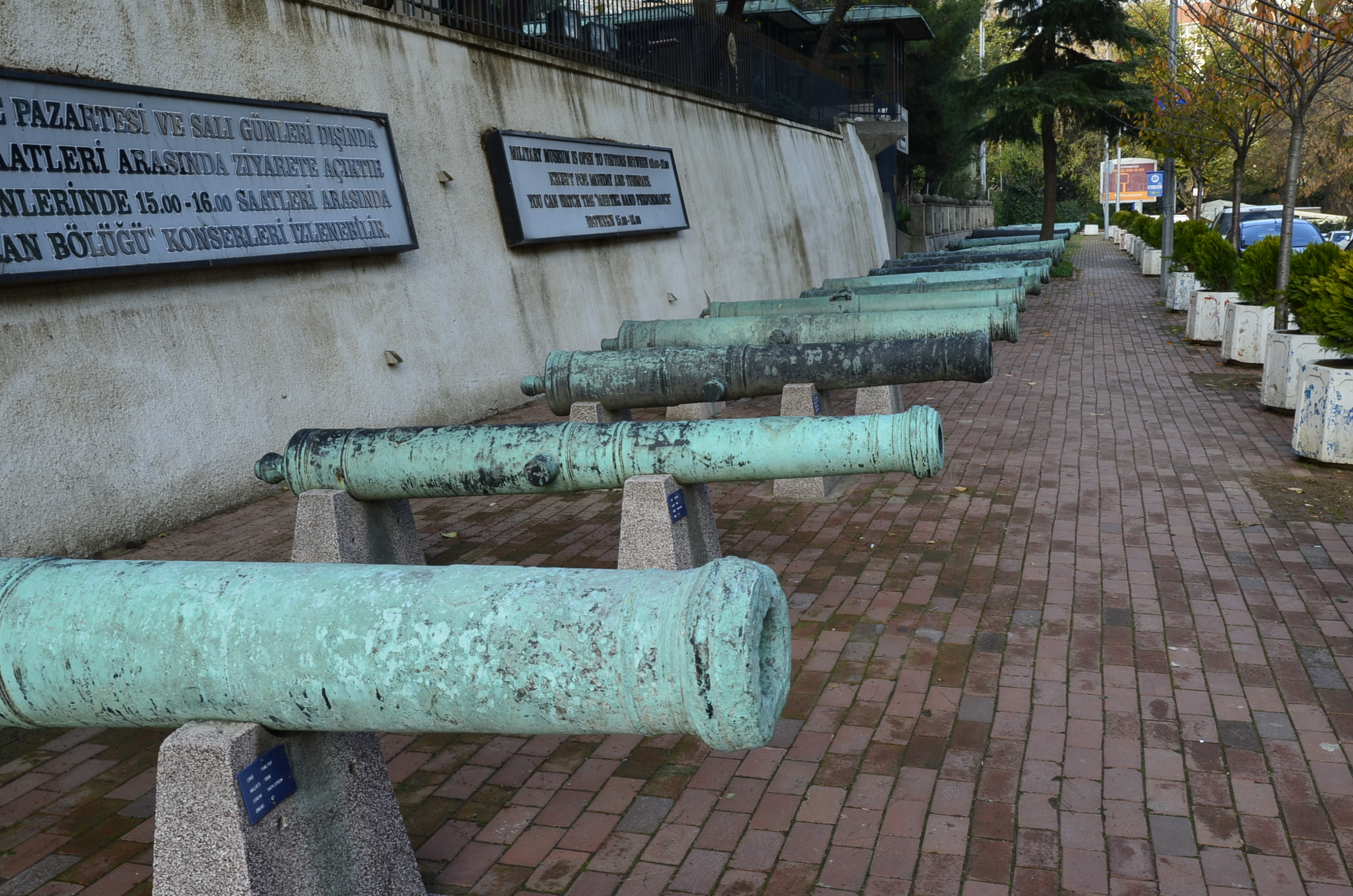
Cannoni esposti all'aperto nella strada sul retro del museo.
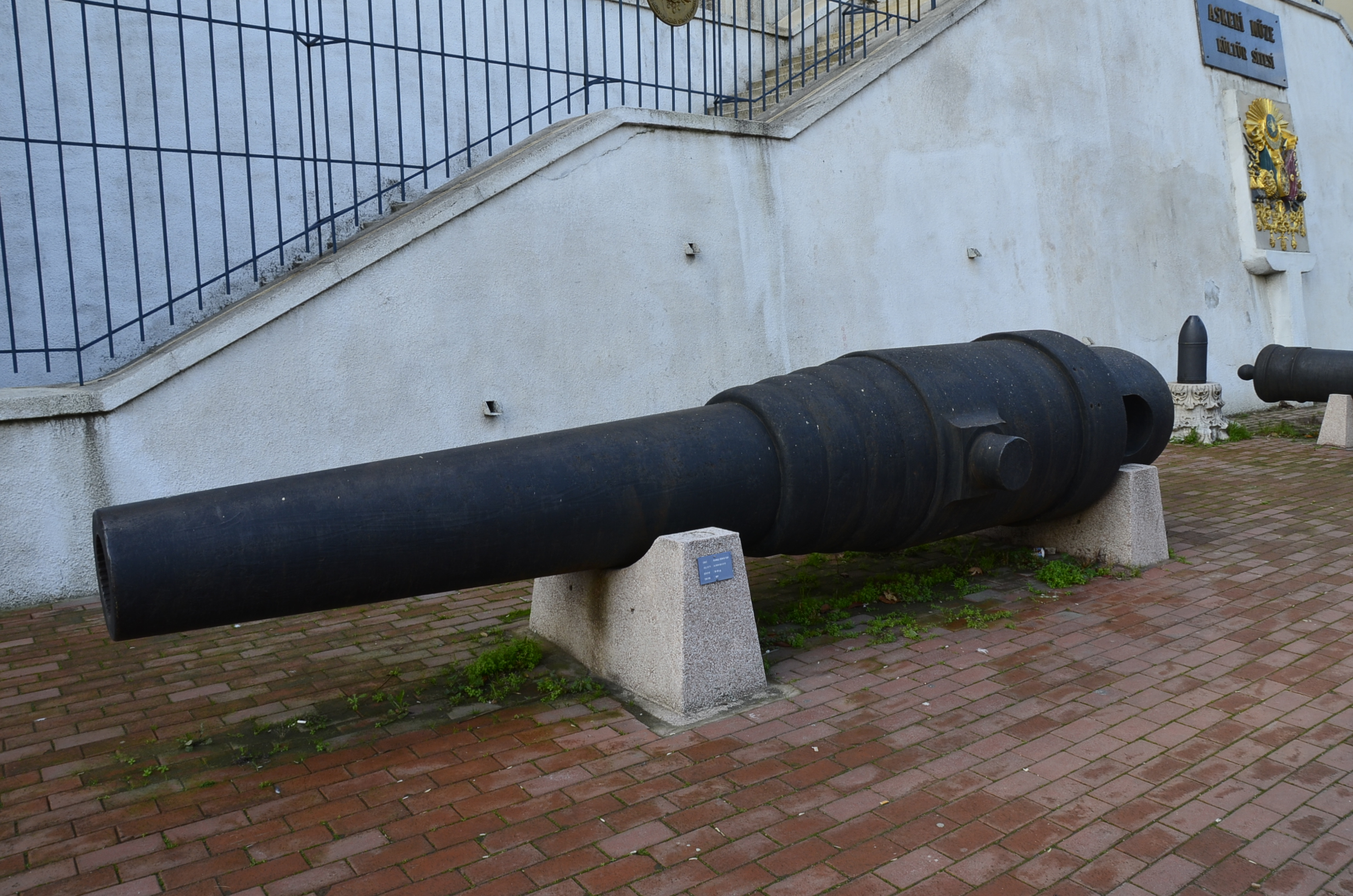
Cannoni esposti all'aperto nella strada sul retro del museo.
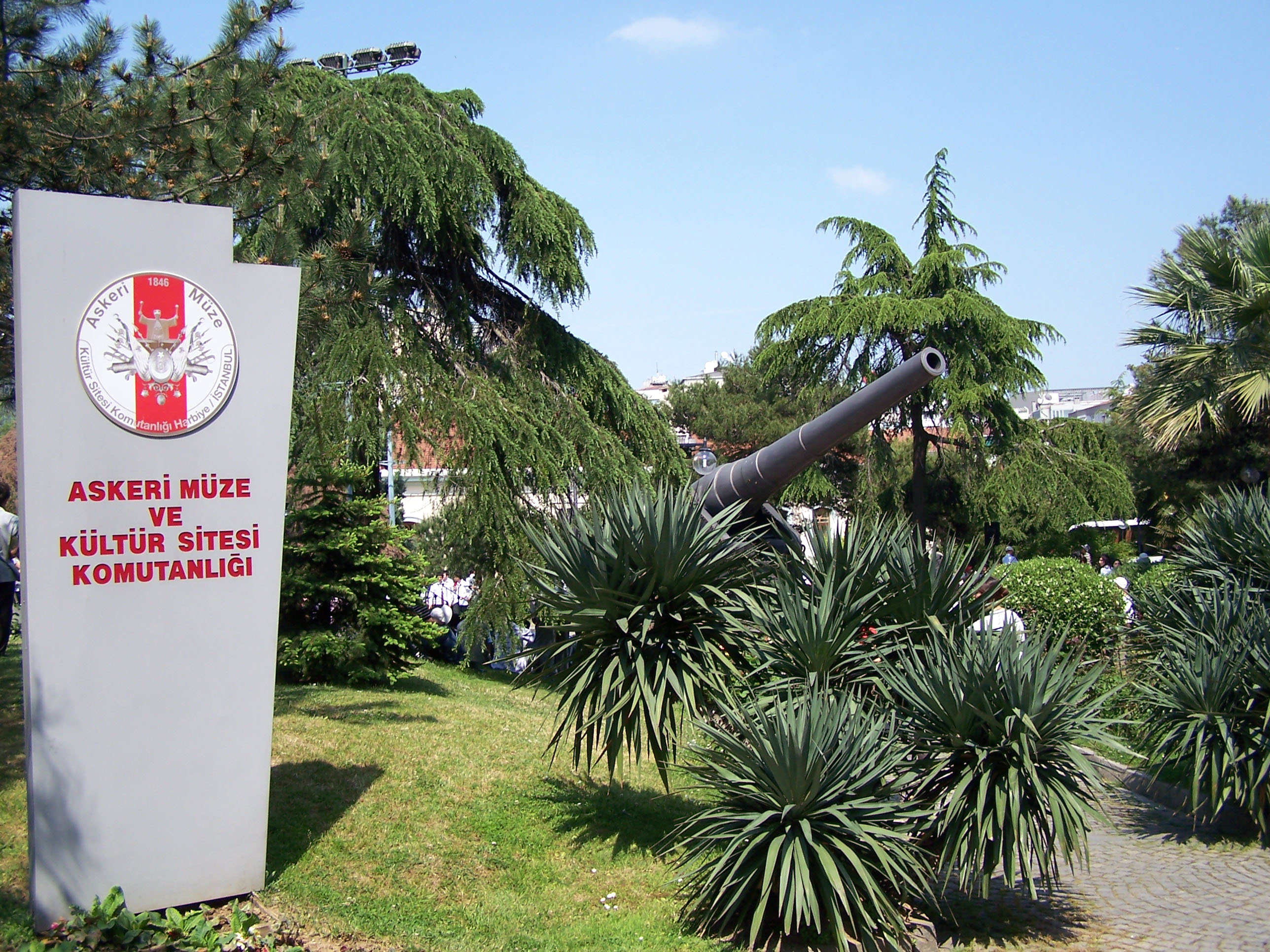
Cannoni esposti all'aperto
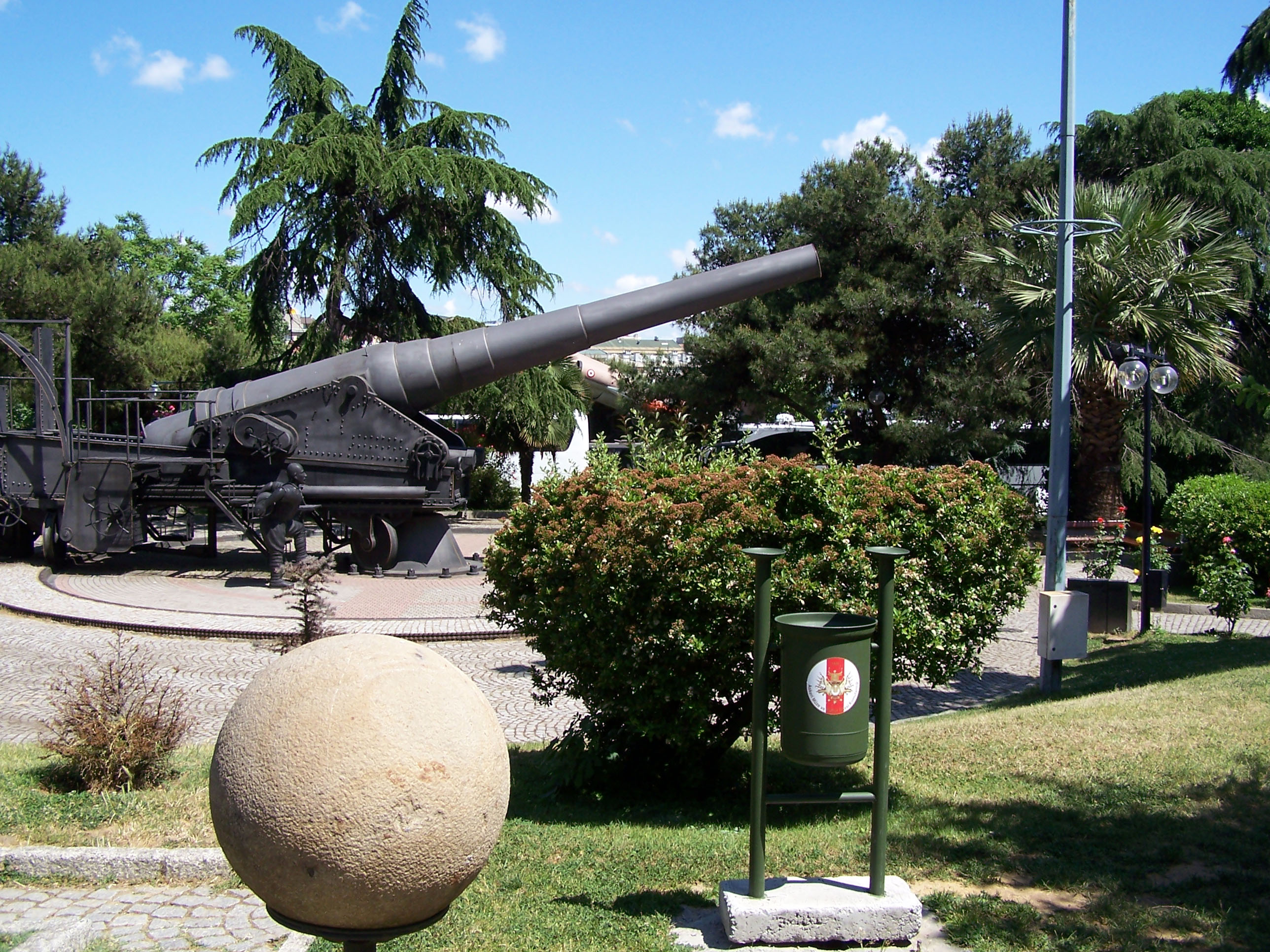
Cannoni esposti all'aperto
Diorama della conquista di Costantinopoli
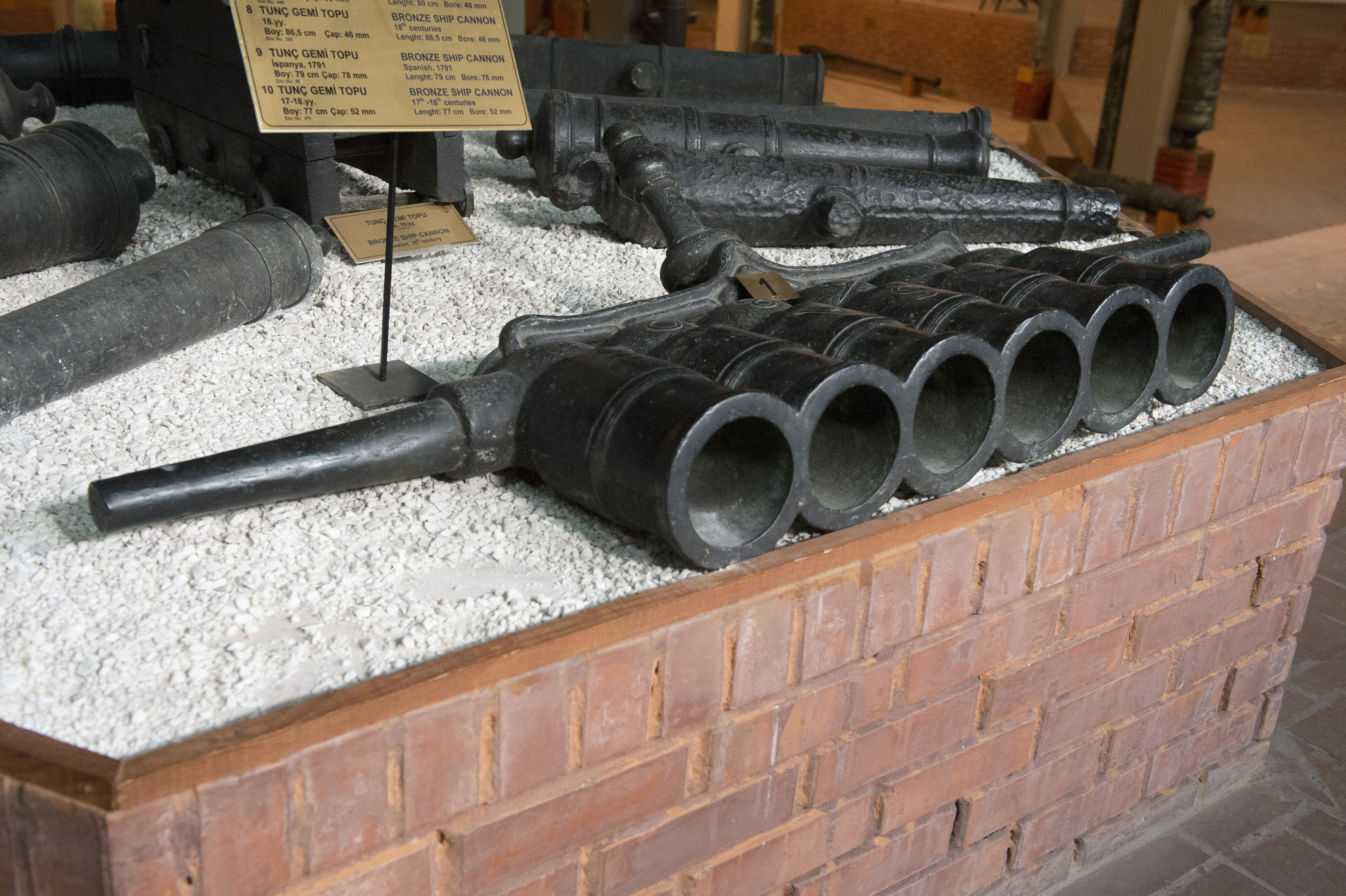
Arma da fuoco a canna multipla
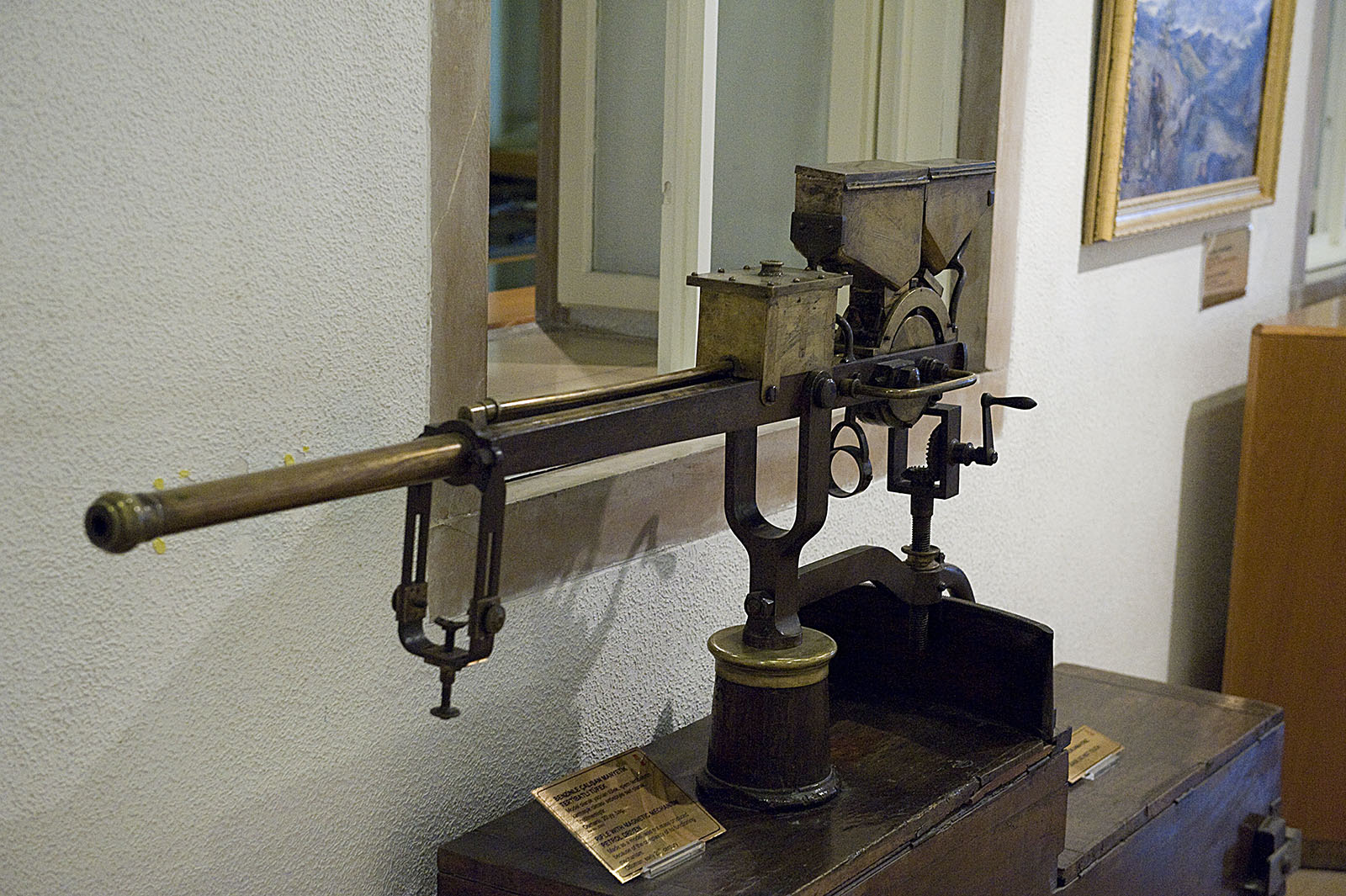
Arma da fuoco Gatling
Arma da fuoco Ottomana
Arma da fuoco Lefaucheux
Armi riciclate
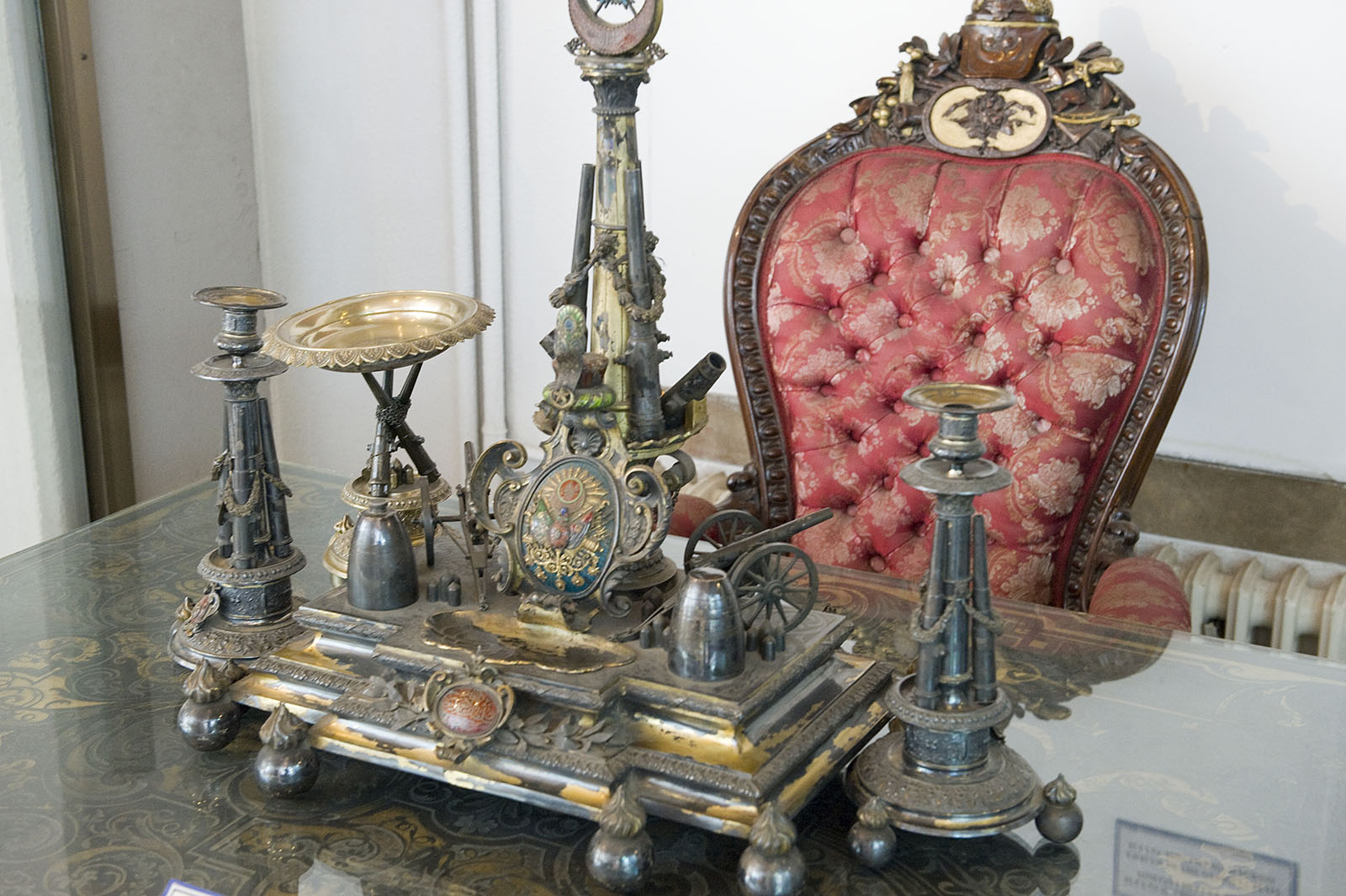
Scrivania di Abdul Hamid II
Auto di Mahmut Şevket Pascià
Esibizione dei Mehter
Esibizione dei Mehter